# أندرو أوكونور (كاتب)
أندرو أوكونور (بالإنجليزية: Andrew O'Connor)‏ (1978)؛ روائي أسترالي.